# Liste der Nationalen Historischen Monumente Argentiniens
Die Nationalen Historischen Monumente Argentiniens sind Bauwerke ("Bauwerke" im weitesten Sinne) in Argentinien, die durch Erlass zum Historischen Monument erklärt wurden. Die Ernennung beinhaltet den Schutz durch die Comisión Nacional de Museos, Monumentos y Lugares Históricos (Nationale Kommission für Museen, Monumente und Historische Plätze) von 1940. Einige argentinische Provinzen haben zusätzlich ihre eigenen Listen historischer Monumente.
Die Liste umfasst ca. 400 Bauwerke. Die meisten von ihnen stammen aus der vor-spanischen oder der kolonialen Zeit, bei einigen handelt es sich um Schlachtfelder oder andere Orte, die mit der argentinischen Unabhängigkeit assoziiert werden. In den vergangenen Jahren hat sich die Regierung darum bemüht, auch Bauwerke aufzunehmen, die beispielhaft für das industrielle Erbe oder die Einwanderungsgeschichte sind.
Die Kommission wurde allerdings kritisiert, dass sie nicht genug unternimmt, um die aufgenommenen Bauwerke zu schützen bzw. erst aufzunehmen, wenn sie verändert oder teilweise abgerissen wurden.

## Stadt Buenos Aires
Siehe: Liste der Nationalen Historischen Monumente in Buenos Aires

## Provinz Buenos Aires
- Puente Avellaneda (siehe auch unter: Buenos Aires Stadt)
- Ehemaliger Sitz der Banco de la Provincia de Buenos Aires, Bahía Blanca[2]
- Palacio Municipal, Bahía Blanca[2]
- Hotel de Immigrantes, Bahía Blanca[2]
- Post- und Telegraphenamt, Bahía Blanca[3]
- Turm des Alten Fort, Carmen de Patagones
- Kirche von Unsere Frau von Carmen und Grab von Luis Piedrabuena, Carmen de Patagones
- Haus von Bernardo Bartuille (jetzt Gemeinde-Kulturzentrum), Carmen de Patagones
- 'La Carlota' Haus, Carmen de Patagones
- Haus der Familie Rial, Carmen de Patagones
- Historisches Gebäude der Banco de la Provincia de Buenos Aires, Carmen de Patagones
- Haus von Pedro Andrés García, Carmen de Patagones
- Haus von Juan Cardinal Cagliero, Carmen de Patagones
- Mariani-Teruggi-Haus, La Plata[4]
- Haus von Ricardo Balbín, La Plata[5]
- Museum der Naturwissenschaften La Plata[3]
- Casa Curutchet, La Plata[6]
- Kirche Unsere Frau von Carmen, Lobos[2]
- Palacio Municipal, Lobos[2]
- Ehemaliger Sitz der Sociedad Orfeon Lobense, Lobos[2]
- Kathedralbasilika von Lomas de Zamora[2]
- Rathaus von Lomas de Zamora[2]
- Schule Nr. 1 'Bartolome Mitre', Lomas de Zamora[2]
- Basilika von Luján[7]
- Enrique-Unzue-Saturnine-Institut, Mar del Plata[8]
- Kirche Unsere Frau von Pilar, Pilar
- Haus von Juan Manuel de Rosas, San Andrés
- Alte Brücke, San Antonio de Areco[9]
- Parque Criollo und Ricardo Güiraldes Gaucho Museum, San Antonio de Areco[9]
- Pulpería 'La Blanqueada', San Antonio de Areco[9]
- Kirche von San Antonio de Padua, San Antonio de Areco[9]
- Bürgermeisterhaus, San Antonio de Areco[9]
- Estancia 'La Porteña', San Antonio de Areco[9]
- Quinta Pueyrredón, San Isidro
- Villa Ocampo, San Isidro (1890)[8]
- Kirche des Heiligen Sakraments, Tandil[10]
- Haus von Domingo Sarmiento, Tigre
- Tigre Club
- Kathedrale von Mercedes, Mercedes (Buenos Aires)

## Provinz Catamarca
- Kathedrale von Catamarca, San Fernando del Valle de Catamarca
- Kirche in Hualfin
- Kirche des Wundertätigen Herrn, La Tercena[11]
- San José Kirche, Piedra Blanca[11]
- Geburtshaus des Mönches Mamerto Esquiú, Piedra Blanca[11]
- Kapelle Unsere Frau vom Rosenkranz in San José (1715)
- Kirche von San Pedro, Fiambalá (1770)
- Ruinen religiöser Gebäude in Icaño
- Überreste von Pucara de Aconquija, Departamento Ambato[12]
- Inka-Siedlung in El Shincal de Quimivil, Departamento Belén[12]
- Prä-kolumbische Siedlung in Watungasta, Departamento Tinogasta[12]

## Provinz Chaco
- Ehemaliges Regierungsgebäude (Carlos-Chiesanova-Polizeimuseum), Resistencia[13]
- Ehemaliger Französischer Bahnhof (jetzt Naturhistorisches Museum), Resistencia

## Provinz Chubut
- La Trochita, Esquel (1922–45)
- Überreste des Fort San José de la Candelaria, Golf of San José
- Grundschule Nr. 17 'Vicente Calderón', El Blanco, Cholila[14]

## Provinz Córdoba
- Banco de la Provincia de Córdoba, Córdoba[15]
- Parlament der Provinz, Córdoba[15]
- Cabildo von Córdoba (17. Jh.)

## Provinz Corrientes
- Regierungsgebäude, Corrientes[16]
- Kirche vom Heiligen Kreuz, Corrientes (1887)[13]
- Kirche der heiligen Santa Ana der Guácara-Indianer, Santa Ana (1765)[13]
- Heiligtum der Santa Lucía in Corrientes[13]
- Basilika Unserer Lieben Frau von Itatí[17]
- Estación del Este, Monte Caseros (1875)[13]

## Provinz Entre Ríos
- Kathedrale von Paraná
- Nuestra Señora del Huerto (Ehemaliger Sitz des argentinischen Senats), Paraná
- Palacio San José in Concepción del Uruguay[13]
- Ehemaliges Zollgebäude, Concepción del Uruguay[18]

## Provinz Formosa
- Regierungssitz, Formosa
- Gouverneurshaus von Ignacio Foringham (jetzt „Juan Pablo Douffard-Museum“), Formosa (1887)

## Provinz Jujuy
- Kathedrale von San Salvador de Jujuy
- Regierungsgebäude, San Salvador de Jujuy[16]
- Cabildo in San Salvador de Jujuy (jetzt Museum für Polizeigeschichte)
- Kirche der heiligen Barbara, San Salvador de Jujuy
- Cappella San Francisco, Tilcara
- Kirche der heiligen Santa Rosa, Purmamarca
- Kirche des heiligen San Francisco, Uquía[11]

## Provinz La Pampa
- El Castillo Haus in Parque Luro, Departamento Toay[8]

## Provinz La Rioja
- Padercitas, Cochangasta (1927)
- Tempel und Konvent von Santo Domingo, La Rioja

## Provinz Mendoza
- Basilika St. Franziskus, Mendoza (1875/93)[19]
- Höhle von Uspallata, Departamento Las Heras (spätes 18. Jh.)
- Kapelle von Alto Salvador, Departamento San Martín (Mendoza) (1852)[19]
- Land, Weidenbaum und Kapelle von  Plumerillo (Segura), Las Heras (1870)
- Kapelle Rosario de Las Lagunas, Departamento Lavalle (1864)
- Kapelle Nuestra Señora del Rosario, Barrancas, Mendoza (spätes 18. Jh.)
- Ehemaliges Gouverneurshaus von Francisco Civit, Mendoza (1873)
- Haus von Juan de la Cruz Videla, Cruz de Piedra, Departamento Maipú (Mendoza)[19]
- Schule Agustín Álvarez, Mendoza (1905)
- Kirche der Jungfrau von Carrodilla, Departamento Luján de Cuyo (Original von 1840, wieder aufgebaut 1946)
- Drei Casas del Rey (Schutzhütten) von Uspallata, Departamento Las Heras (1765/70)
- Ruinen des Fort Malal Hue (1846)[19] und Historische Mühle von Rufino Ortega (1885), Malargüe
- Ruinen von San Rafael del Diamante Fort, Villa 25 de Mayo, Departamento San Rafael (1805)
- Ruinen der Jesuitenkirche von San Francisco, Mendoza (1716/31)
- Steinbrücke De los Españoles, Luján de Cuyo (1788–91)
- Ehemalige Bodega Arizu, Godoy Cruz (Mendoza) (1888-1910)[20]
- Ehemalige Bodega Arizu, Villa Atuel, San Rafael[20]
- Panquehua Bodega und Weinberge, Las Heras (1827-1918)[20]
- Giol und Gargantini Arbeiter- und Aufseherhütten, Maipú (1910)[20]
- Estancia de los Molina, Bezirk General Ortega, Maipú[21]
- Mühle auf der Estancia Upsallata, Las Heras[8]
- Hof von General San Martín, Departamento San Martín (1823)
- Besitz von General San Martín und Gebäude der Bibliothek "General San Martín" (1815/17)
- Geburtshaus von Mercedes San Martín y Escalada, Mendoza (1815/17)
- Mühle des Müllers Tejeda (1815–16)
- Ruinen des Fort San Carlos, Departamento San Carlos (1770)
- Brücke über den  Picheuta (spätes 18. Jh.)
- Pedro del Castillo Platz,  (früher Plaza Mayor von Mendoza) (1561) und Cabildo von Mendoza (1561-1861)
- Übungsgelände der  Andenarmee, Mendoza (1814/17)
- Historischer Häuserblock von Tunuyán (1823)
- Posta de Rodeo del Medio, Fray Luis Beltrán, Maipú (18. Jh.)
- Bergpass von La Cumbre (1817)
- Cristo Redentor de los Andes, Las Heras
- Denkmal für die Armee der Anden, Mendoza[22]

Schlachtfelder
- Schlacht von Potrerillos, Luján de Cuyo (1817)
- Schlacht von Rodeo del Medio, Maipú (1841)
- Schlacht von Santa Rosa (1874)

Gräber
- Grab von General Gerónimo Espejo (1801–89), General Espejo Militärschule
- Grab von Colonel Antonio de Berutti, San Francisco (1772-1841)
- Grab von José Vicente Zapata, Friedhof Mendoza (1851-1897)
- Grab von Juan Gualberto Godoy, Friedhof Mendoza (1793-1864)
- Grab von Tomás Godoy Cruz, Kirche San Vicente Ferrer, Godoy Cruz (1791-1852)
- Grab von General Rufino Ortega, Maipú (1847-1917)

## Provinz Misiones
- Regierungsgebäude, Posadas[16]

## Provinz Río Negro
- Städtischer Komplex, San Carlos de Bariloche

## Provinz Salta
- Arias Rengel Haus, Salta
- Kathedrale von Salta mit Grab von Martín Miguel de Güemes
- Denkmal für Martín Güemes, Salta
- Cabildo von Salta, jetzt Historisches Museum[11]
- Basilika St. Franziskus, Salta
- San Bernardo Konvent, Salta
- Hernández-Stadtmuseum, Salta[11]
- Finca La Cruz and Haus von Martín Güemes
- San José Kirche, Cachi
- Potrero de Payogasta, Cachi
- Präkolumbische Siedlung Santa Rosa de Tastil, Departamento Rosario de Lerma[12]

## Provinz San Juan
- Geburtshaus of Domingo Sarmiento, San Juan (Argentinien)[19]
- Kirche und Konvent von Santo Domingo, San Juan[19]
- Tempel von San José de Jáchal, San José de Jáchal[19]
- Achango Kapelle, Las Flores[19]
- Mühlen von Sardiña in Tamberías (1880);
- Alto o García (1876) in San Isidro; Huaco (1790, 1870); *Escobar in Villa Iglesia;
- Bella Vista in Villa Iglesia[23]

## Provinz San Luis
- Kirche Unsere Frau vom Rosenkranz, Villa de Merlo[19]
- Haus von Domingo Sarmiento, San Francisco del Monte de Oro[19]
- Kirche von San José del Morro[19]

## Provinz Santa Fe
- Flaggendenkmal in Rosario[24]
- Villa Hortensia, Rosario
- Palacio de Correos, Rosario[3]
- Juristische Fakultät Rosario[25]
- Schule Nr. 2, Rosario[25]
- Santa Fe la Vieja
- Haus von Diez de Andino (jetzt Historisches Museum), Santa Fe (Argentinien)[26]
- Brener Synagoge, Moisés Ville[20]

## Provinz Santiago del Estero
- Brücke über den Río Dulce zwischen Santiago del Estero und La Banda[27]
- Kathedrale von Santiago del Estero
- Haus von Andrés Chazarreta, Santiago del Estero[11]
- Kapelle des Wundertätigen Herrn in Lugones[11]

## Provinz Tierra del Fuego
- Aguirre Bay (Höhlen)
- Bucht von Buen Suceso
- Estancia Harberton, Missionsstation von Thomas Bridges, Isla Grande de Tierra del Fuego[28]
- Pavilion der Lasserre-Expedition
- Capilla Nuestra Señora de la Candelaria Misión Salesiana, Río Grande (Argentinien)
- Cabin (Colina Nevada)  von Otto Nordenskjölds Antarktis-Expedition
- Ehemaliges CAP Kühlhaus, Río Grande[28]
- Friedhof der Salesianer-Mission, Río Grande[28]
- Monumento Islas Malvinas, Ushuaia
- Kirche von Ushuaia[28]
- Ehemaliges Regierungsgebäude (jetzt Provinzparlament), Ushuaia
- Rosas Haus, Isla Grande de Tierra del Fuego[28]
- Año Nuevo Leuchtturm, Isla Observatorio[28]
- Caleta Falsa am Fuße des Monte Bilbao[28]

## Provinz Tucumán
- Casa Independencia in San Miguel de Tucumán
- Kathedrale von Tucumán
- Basilika La Merced in San Miguel de Tucumán
- Historisches Museum der Provinz Tucumán (Ehemaliges Haus von  Avellaneda)[11]
- Kirche von San Francisco, Tucumán
- Haus von José Colombres, Tucumán (Zucker-Museum)
- Ehemalige Estancia der Jesuiten von La Banda, Tafí del Valle[29]

## Nationale Historische Plätze
In Ergänzung zu den Nationalen Historischen Monumenten, wurden eine Reihe von Orten zu Nationalen Historischen Plätzen (Lugares Históricos Nacionales) ernannt. Dazu gehören:
- Plaza Dorrego, San Telmo
- Plaza de Mayo, Buenos Aires
- Avenida de Mayo, Buenos Aires[8]
- Plaza del Congreso, Buenos Aires[8]
- Ehemaliges Wohnhaus von Carlos Gardel, heute das Museo Carlos Gardel, Balvanera, Buenos Aires[8]
- Haus von Bernardo Alberto Houssay, Buenos Aires
- Carabassa-Haus, Buenos Aires
- Gebäude der Calle Austria, Buenos Aires
- Plaza Rodríguez Peña, Buenos Aires[30]
- Garten der Teachers Plaza, Buenos Aires[30]
- Plazoleta Petronila Rodrígiez, Buenos Aires[30]
- Plaza Rivadavia, Bahía Blanca, Provinz Buenos Aires[2]
- Cerro de la Caballada, Carmen de Patagones, Provinz Buenos Aires
- Fort und Plaza de Armas, Carmen de Patagones, Provinz Buenos Aires
- Geburtshaus von Luis Pedrabuena, Carmen de Patagones, Provinz Buenos Aires
- Elternhaus von Ambrosio Mitre, Carmen de Patagones, Provinz Buenos Aires
- Elternhaus von Martín Rivadavia, Carmen de Patagones, Provinz Buenos Aires
- Capilla de los negros, Chascomús, Provinz Buenos Aires
- Ciudad Evita, Partido La Matanza, Provinz Buenos Aires[3]
- Calle Nueva York, Hafen von La Plata, Provinz Buenos Aires[31]
- Plaza 1810, Lobos, Provinz Buenos Aires[2]
- Plaza Victorio Grigera, Lomas de Zamora, Provinz Buenos Aires[2]
- Elternhaus von Juan Perón, Roque Pérez, Provinz Buenos Aires
- Präkolumbische Siedlung in Rincón Chico, Departamento Santa María, Provinz Catamarca[3]
- Puerto Bermejo, Provinz Chaco
- Ruinen von Concepción de Buena Esperanza, Provinz Chaco
- Monument für Cacique Casimiro Biguá, Departamento Tehuelches, Provinz Chubut
- Monolith und Fort, Junín de los Andes, Provinz Neuquén
- Schlachtfeld von Chimehuín, Provinz Neuquén
- Höhlenmalereien, Las Juntas, Guachipas, Provinz Salta
- Hafen von San Juan de Salvamento, Isla de los Estados, Feuerland[28]
- Ehemalige Mission, Ushuaia, Provinz Tierra del Fuego[28]
- El Paramo, Paramo Peninsula, Provinz Tierra del Fuego[28]
- Park 9 de Julio, Tucumán, Provinz Tucumán[8]